# Cité Internationale des Arts Paris
| Cité Internationale des Arts Paris | Cité Internationale des Arts Paris                |
| Daten                              | Daten                                             |
| ---------------------------------- | ------------------------------------------------- |
| Gründungsjahr:                     | 1965                                              |
| Einrichtungstyp:                   | Atelier- und Wohnsiedlung                         |
| Kapazität:                         | ≈300 Plätze                                       |
| Logengröße:                        | 20–40 m²                                          |
| Geografische Lage:                 | 48° 51′ N, 2° 21′ O                               |
| Ort:                               | Paris, Frankreich (4. Arrondissement)             |
| Postadresse:                       | 18, rue de l’Hôtel de Ville 75180, Paris Cedex 04 |
| Homepage:                          | www.citedesartsparis.net                          |

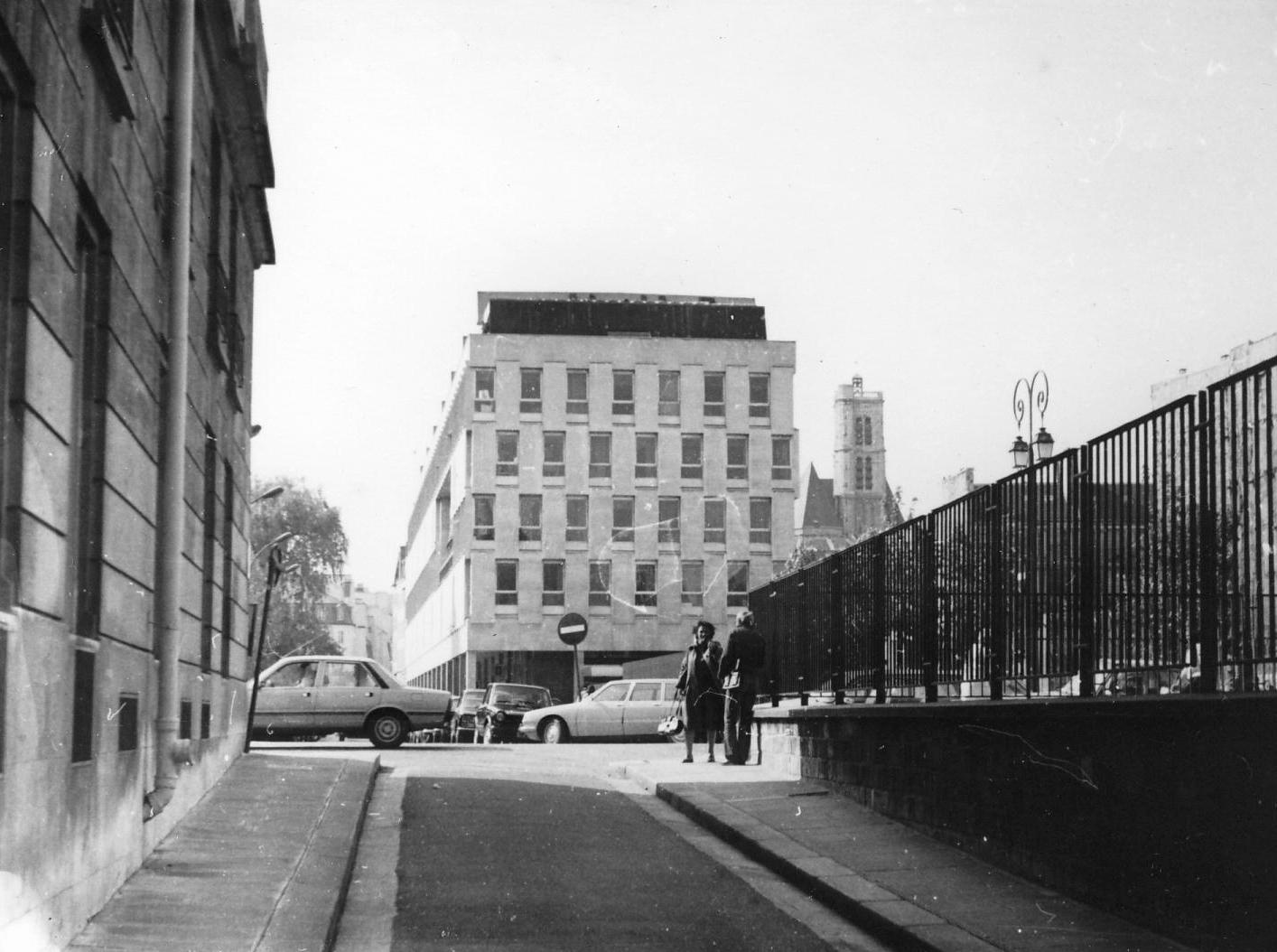
Cité Internationale des Arts 1981

Die Cité Internationale des Arts Paris (CIA) ist ein Atelier- und Wohnkomplex in Paris, der zur Unterbringung von Künstlern während ihres Studienaufenthaltes zur kreativen Weiterbildung und -entwicklung errichtet wurde. Träger ist eine französische Stiftung mit der Rechtsform Reconnaissance d’utilité publique mit internationaler Beteiligung verschiedener Schulen, Institute, Universitäten, Ministerien und anderer.
Die Cité (Siedlung) bietet 300 Künstlerinnen und Künstlern aus aller Welt Studios mit Wohn- und Arbeitsmöglichkeiten. Der Hauptteil des Komplexes befindet sich mit ca. 240 Unterkünften in der Rue de l’Hôtel de Ville in unmittelbarer Nähe der Kathedrale Notre Dame. Weitere Gebäude kamen später in der Nähe des Montmartre in der 24, rue Norvins hinzu. Seit der Eröffnung beherbergte die Cité Internationale des Arts bereits über 18.000 Künstler.
Aufgenommen werden fertig ausgebildete Maler, Bildhauer, Musiker, Komponisten, Tänzer, Schriftsteller, Filmschaffende u. a., deren Arbeit bereits ein gewisses Maß an öffentlicher Anerkennung erfahren hat. Der Gesamtaufenthalt ist kostenpflichtig und dauert in der Regel sechs Monate.
Die Bundesrepublik Deutschland hat in der Cité Internationale des Arts drei Belegungsrechte erworben, weitere Plätze werden durch einzelne Bundesländer vergeben bzw. ein Stipendium finanziell bezuschusst.